# Fritz Gareis
Fritz Gareis junior (* 21. Oktober 1872 in Wien; † 5. Oktober 1925 ebenda) war ein österreichischer Karikaturist, Illustrator und Maler.

## Leben
Fritz Gareis junior studierte zunächst bei seinem Vater, Fritz Gareis (1845–1903), Malerei, der Bildhauer und Maler war. Bereits sein Großvater war Bildhauer. Ursprünglich hätte er Baumeister werden sollen. Erste Ausstellungen seiner Gemälde folgten am Künstlerhaus Wien und machten ihn als Genre- und Landschaftsmaler bekannt. Popularität erlangte Fritz Gareis in Österreich mit seinen humoristischen Beiträgen in der Zeitschrift Die Muskete. Dort veröffentlichte er erstmals 1915 Zeichnungen, weitere folgten regelmäßig bis 1923.
Sein zeichnerisches Talent wurde auch für weitere Zeitungen und Zeitschriften entdeckt. Er war Illustrator bei Der Montag (von 1921 bis 1923), bei der Satirezeitschrift Der Götz von Berlichingen (von 1923 bis 1925) und Kleine Volkszeitung (von 1923 bis 1925). Sporadische Publikationen erschienen in Neues Wiener Tagblatt, Die Bühne und Mocca.
Für die Zeitschrift Der Götz von Berlichingen zeichnete Gareis einen der ersten europäischen Comics mit Sprechblasen. Die Erlebnisse der Familie Riebeisel erschien unter dem Titel Bilderbogen des Lebens und war sehr erfolgreich. Die Texte wurden vom Hugo Bettauer beigesteuert. Illustrationen und Vignetten zu zahlreichen Büchern, aber auch Plakate, Postkarten und Spendenmarken runden sein graphisches Werk ab.
Gareis starb in seinem 53. Lebensjahr nach kurzer Krankheit. Einem Nachruf der Wiener Zeitung war zu entnehmen, er war ein Schilderer Wiens und seines Lebens und hat mit seinem Stift Wiener Typen geschaffen. Zu seinem 10. Todestag brachte Die Muskete eine Sondernummer zu Ehren von Fritz Gareis heraus, in der ausschließlich Arbeiten von ihm veröffentlicht wurden.